# Autoire
Autoire è un comune francese di 363 abitanti situato nel dipartimento del Lot nella regione dell'Occitania.

## Storia

### Simboli
Lo stemma comunale riprende il blasone della famiglia de Banze, poi Peyrusse de Banze, che furono signori di Autoire fino alla fine del XVII secolo.

## Società

### Evoluzione demografica
Abitanti censiti